# Home Island
Ne doit pas être confondu avec West Island ou Home Reef.
Home Island est l'île où habite la majeure partie des habitants du territoire extérieur des îles Cocos, en Australie. Le village de Bantam est le plus grand et se trouve au Nord de l'atoll.
L'île est surtout composée de population d'origine malaise, issus des travailleurs qui exploitaient le coprah.